# Théodore Tronchin (théologien)
Théodore Tronchin (latin : Tronchinus) (1582-1657) est un théologien calviniste genevois, controversé et hébraïsant.

## Biographie
Il est né à Genève le 17 avril 1582, fils de Rémi Tronchin et de Sara Morin. Il épouse Théodora Rocca, fille adoptive de Théodore de Bèze et petite-fille de la seconde épouse de celui-ci, Catharina del Piano. Il étudie la théologie à Genève, Bâle, Heidelberg, Franeker et Leyde. Il devient professeur de langues orientales à l'académie de Genève en 1606 ; il y est prédicateur en 1608, et professeur de théologie en 1618. Il est recteur en 1610.
En 1618, il est envoyé avec son collègue Giovanni Diodati au Synode de Dordrecht, comme délégué genevois, où il parle en faveur de la persévérance des saints. En 1632, il est aumônier de l'armée sous Henri, duc de Rohan, lors de sa dernière campagne en Valteline. En 1655, il fait partie de la délégation qui confère à Genève avec John Dury.
Il meurt à Genève le 19 novembre 1657. Il est le père du théologien Louis Tronchin. Sa fille Renée épouse l'imprimeur Pierre Chouet, qui sont les parents du théologien Jean-Robert Chouet.
Il est un calviniste orthodoxe, opposé à l'amyraldisme.

## Travaux
On lui demande de répondre au jésuite Pierre Coton, qui dans Genève plagiaire (1618) a attaqué la traduction de la Bible de Genève. Bénédict Turrettini répond rapidement en 1618, aux premières parties du livre ; et Coton publie une réfutation. La réponse de Tronchin Coton plagiaire parait au début de 1620.
Il publie aussi :
- De bonis operibus (1628);
- Oratio funebria de Henrico duce Rohani (1638);
- De peccato originali (1658) [2]

Son oraison funèbre de 1628 pour Simon Goulart est connue pour l'allusion que Goulart connaissait l'auteur des Vindiciae contra tyrannos .